# Antonio Miró
Antonio Miró (Sabadell, 18 de marzo de 1947-Barcelona, 3 de febrero de 2022), también conocido como Toni Miró, fue un modista y diseñador de moda español. Uno de sus proyectos más populares fue el diseño y creación de los uniformes para los Juegos Olímpicos de Barcelona 1992.

## Biografía
Hijo de un sastre, abrió su primera tienda en Barcelona, Groc, con tan solo veinte años, obteniendo un éxito que le condujo en 1986 a crear su propia marca, Antonio Miró. Su marca ha sido pionera dentro del mercado español de la moda y ha alcanzado notoriedad al presentar sus colecciones en pasarelas internacionales como París, Milán, Florencia, Tokio y Nueva York. En 1988 fue galardonado con el premio Cristóbal Balenciaga al «mejor diseñador español». Fue el encargado de realizar todo el vestuario de las ceremonias de las Olimpiadas de Barcelona en 1992. En 1997 diseñó el nuevo telón para la reconstrucción del Gran Teatro del Liceo y en 2000 recibió la medalla Fad, otorgada por la Asociación de Diseño Industrial del Fomento de las Artes Decorativas por su trayectoria profesional. En febrero de 2003 fue galardonado con la Medalla "Antoni Gaudí, Moda Barcelona", de la Pasarela Gaudí.
Por su taller pasaron diseñadores como Lydia Delgado. Se relacionó con artistas de diversos ámbitos, con los que colaboró en sus catálogos y desfiles: John Malkovich, Ryuichi Sakamoto, Antonio Canales, Yanick Noah, Javier Mariscal y Jordi Mollá, entre otros. También trabajó con fotógrafos como Toni Bernad, Steven Klein, David Lachapelle, Xavi Rivera, Maria Espeus, Manuel Outumuro y Javier Vallhonrat.
En enero de 1999 fue uno de los diez modistas que fundaron la Asociación de Creadores de Moda de España, una organización que declaraba buscar «mejorar la productividad y la imagen del sector dentro y fuera del mercado español».
En su ropa muestra un sello personal que no excluye el perfeccionismo en la construcción de las prendas, que suelen estar confeccionadas en tejidos suaves y naturales. Sus desfiles han sido siempre originales y fue el primero que subió a la pasarela a gente de la calle en lugar de modelos, dando con ello su personal visión de la moda.  En 2007 pagó a varios senegaleses en situación irregular para que hicieran de modelos de su colección de ropa en la Pasarela de Barcelona, por lo que fue investigado por el Ministerio de Trabajo español.

## Antonio Miró
Creada en 1986 junto a Ignacio Malet y Fernando Zallo, en el primer semestre de 2001 la empresa Antonio Miró facturó 15 millones de euros, un volumen de negocio producto de la diversificación de su trabajo: las líneas Miró Jeans, presentadas por primera vez en la pasarela Gaudí en 1998, y que crea en colaboración con Twenty (Marithe Françoise Girbaud), junto a sus colecciones de muebles, accesorios, uniformes y un perfume, Siesta, que fue lanzado al mercado en 1996 a partir del concepto creativo de la asesora Roselyne Lombard, producido y distribuido por Myrurgia-Puig. A ellas se han añadido líneas en joyería, material de escritura, iluminación, hogar y baño. También realizó vestuarios para diversas obras de teatro y películas, como Caniche, del director español Bigas Luna, y Cha-cha-chá, de Antonio del Real.
La marca tiene varias tiendas propias en España, en las ciudades de Barcelona, Bilbao (donde tiene un hotel-boutique frente al Museo Guggenheim), Madrid, Castelldefels, Palma de Mallorca y Salamanca, así como también en Tokio. Sus principales mercados son Japón y el Reino Unido, y sus colecciones se encuentran en boutiques y grandes almacenes de todo el mundo, como Harrods, Harvey Nichols, Osetan, Flannels, Fidelio, Swank Shop y Barney’s.